# كارولين رايت
كارولين رايت (بالإنجليزية: Carolyn Wright) هي واثبة عالي أسترالية، ولدت في 16 يناير 1946.

## روابط خارجية
- كارولين رايت على موقع النتائج التاريخية لألعاب القوى الأسترالية (الإنجليزية)